# Claudio Lucero
Claudio Lucero Martínez (Iquique, 19 de marzo de 1933) es un profesor de educación física, montañista, escalador, rescatista y entrenador de montañismo chileno. Entre sus contribuciones al desarrollo y difusión de esta disciplina en Chile, se cuenta el haber fundado la Escuela Nacional de Montaña, participando en la formación de dos generaciones de montañistas destacados. Aunque la prensa lo ha señalado como el escalador que tiene a su haber el «mayor número de ascensiones de alta montaña en Chile», no existe una lista oficial que avale este dato. 
Lucero ha participado en expediciones a algunas de las cumbres más importantes del mundo: en Rusia, el Monte Elbrús, en Alaska, el Denali (Mckinley), en el Himalaya el Gasherbrum II (1979) y el Monte Everest (1983, 1986, 1992), en Sudamérica el Nevado Ojos del Salado (en la frontera chileno-argentina) y el Aconcagua (en Argentina). Durante su trayectoria, ha sido también profesor de la Pontificia Universidad Católica de Chile, voluntario del Cuerpo de Bomberos y colaborador del Cuerpo de Socorro Andino de Chile.

## Biografía
Su pasión por el montañismo comenzó cuando era muy joven. En Iquique, su ciudad natal, su padre le enseñó las primeras artes de excursionismo y cultivó su interés por la naturaleza, intereses que lo impulsaron a iniciarse en la montaña. 
Más adelante se mudó a Santiago e ingresó por primera vez a un club andino, el Mañke donde recibió una primera formación que él califica de «romántica» en el sentido de que más que aspectos técnicos y metodológicos, «los viejos» le habrían transmitido el amor y respeto por la montaña.
Estudió en el Liceo Balmaceda, donde conoció a su amigo y compañero de ascensiones Rubén Lamilla, con quien  más tarde realizaría, entre otras, la expedición al Gasherbrum II, donde alcanzó la cumbre junto a Gastón Oyarzún.
En las décadas de 1950 y 1960, llegó a la cima de muchos cerros andinos y se incorporó al Cuerpo de Socorro Andino. La actividad desarrollada allí en el rescate de personas y el hallazgo de víctimas fatales, especialmente niños, lo motivó a iniciarse en su principal vocación: la enseñanza y entrenamiento de jóvenes en montañismo.
El 1970 ganó una beca para ir a la Unión Soviética y se entrenó en los montes del Cáucaso, donde realizó un curso de instructor y rescatista de montaña. También pasó por Grenoble, y conoció las escuelas alpinas.
Regresó a Chile en plena época del gobierno de la Unidad Popular y retornaba a su país con el firme propósito de fundar una escuela de montaña, de modo que propuso al presidente Salvador Allende inaugurar una Escuela Nacional, que funcionara con financiamiento estatal. En efecto, logró que la Junta Nacional de Auxilio Escolar y Becas se hiciera cargo de sus remuneraciones, la Oficina de Emergencia le aportara carpas y equipamiento y el Ministerio de Educación apoyara su iniciativa. Se trataba de un proyecto dirigido principalmente a niños y jóvenes chilenos de escasos recursos. En esa época, según su propio relato, llegó a tener 4000 jóvenes simultáneamente acampando en la cordillera.
Tras el golpe militar se exilió en México y continuó en ese país sus labores como instructor de montaña.
A mediados de los 80 regresó a Chile y volvió a trabajar como maestro de la Escuela Nacional de Montaña y en la escuela que formó en la Universidad[Católica. Entre sus alumnos se encuentran destacados montañistas, como Rodrigo Jordán, Mauricio Purto, Ernesto Olivares y Juan Zapata Maldonado.
Con motivo de la celebración de su nonagésimo cumpleaños, en marzo de 2023, casi un centenar de montañistas exdiscípulos de Lucero concurrieron hasta Río Colorado del Cajón del Río Maipo para homenajearlo.

## Bombero y rescatista
Claudio Lucero es bombero desde que cumplió los 18 años de edad. En el último tiempo y por más de 35 años se ha desempeñado como miembro de la Sexta Compañía de Bomberos de Santiago. Por otra parte, realizó cursos de montaña a la unidad agreste de la Primera Compañía del Cuerpo de Bomberos de San Esteban Tuvo una destacada participación en la operación de rescate de personas en el gran incendio de la torre Santa María que conmovió al país el 21 de marzo de 1981.
Por otra parte, como colaborador del Cuerpo de Socorro Andino, ha participado en múltiples actividades de rescate de víctimas de accidentes y búsqueda de personas perdidas en la cordillera de los Andes, en muchas regiones del país. De ellas, la más conocida es su participación en el rescate de las víctimas del siniestro del  avión uruguayo que se estrelló el 13 de octubre de 1972, durante el cruce de cordillera en su ruta hacia Santiago de Chile. Lucero participó en el rescate de los sobrevivientes y en el traslado de los restos mortales. El accidente tuvo una gran resonancia en los medios, porque los deportistas accidentados sobrevivieron en la montaña por más de dos meses a la espera de ser rescatados, llegando a consumir la carne de sus compañeros muertos para no fallecer por inanición. Lucero sostuvo en entrevistas la polémica opinión de que los sobrevivientes deberían haber intentado el descenso en los primeros días en lugar de esperar tantas semanas, y aventuró conjeturas sobre sus motivaciones.

## Principales ascensiones y expediciones

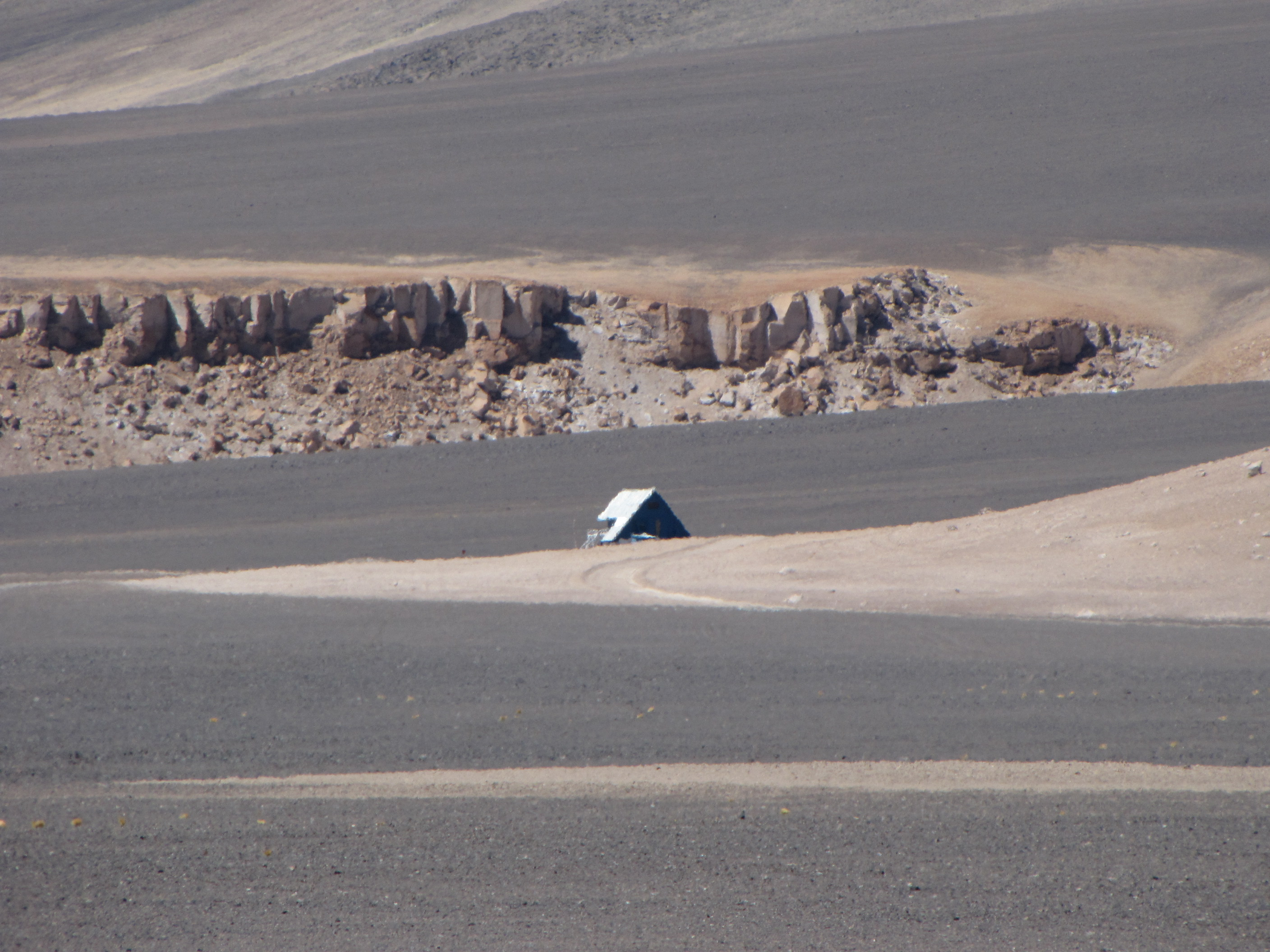
Refugio Claudio Lucero en el Nevado Ojos del Salado

- 1960 El 14 de marzo, junto a César Vásquez,  Esteban Siques y Juan Tangol, Lucero alcanza la cumbre del Cerro Littoria (filo Noreste, desde el Fisckenscher).[12]
- 1972 Junto a Nelson Muñoz, primera ascensión registrada del Paniri, y hallazo de restos arqueológicos en la cima.[13]
- 1979 Ascensión al Gasherbrum II[5]
- 1982 Ascensión al Mckinley en Alaska, alcanzando la cumbre el 9 de julio. Lucero dirigió la expedición que integraron Iván Vigouroux, Eduardo Parvex, Jaime Roca, Rodrigo Jordán, Nelson Garcés y Jorge Landerretche.[5][14]
- 1983 Participación en la expedición al Everest dirigida por Gastón Oyarzún. No alcanzaron la cima, pero la cordada integrada por Lucero llegó hasta los 8350 m s. n. m. por la cara norte, desde donde debieron regresar debido a malas condiciones del tiempo y de salud del jefe.[14]
- 1984 Ascensión al Aconcagua. Lucero encabezó la expedición de la Rama de Montañismo de la Universidad Católica, se dividieron en dos grupos: uno de ellos realizó el ascenso por la ruta normal y el otro grupo (liderado por Lucero) se acercó por una ruta alternativa, atravesando el Glaciar de los Polacos.[14]
- 1986 Nueva expedición al Everest encabezada por Claudio Lucero, la que tampoco logró alcanzar la cumbre, debido a un accidente que costó la vida a uno de los integrantes de la cordada, Víctor Hugo Trujillo. Cuando se encontraban en los 7000 m s. n. m.  la expedición tuvo que regresar.[5][14][15]
- 1992 Participación en la primera ascensión chilena exitosa al Everest liderada por Rodrigo Jordán. Integraban además este grupo: Cristián García-Huidobro Valdivieso, Dagoberto Delgado, Christian Buracchio, Juan Sebastián Montes y Alfonso Díaz. Se acercaron siguiendo la llamada «ruta británica» y escalando por la pared del Kangshung, llegaron finalmente a la cima tres de ellos: Rodrigo Jordán, Cristián García-Huidobro Valdivieso y Juan Sebastián Montes.[15][14][16]
- 1998 Ascensión del Nevado Ojos del Salado, el volcán activo más alto del mundo.[17] Se trata de la última expedición de Lucero a esta cumbre, en la que ha estado varias veces en su trayectoria como montañista. En el cerro hay un refugio que lleva su nombre y que suele ser utilizado como campamento de base por las expediciones.[18][19]
- 2006 Expedición a la cima del Lhotse junto a otros diez montañistas chilenos[20]
- 2009 Expedición junto a Rodrigo Jordán a la cumbre del Kilimanjaro[21]

## Críticas y controversias

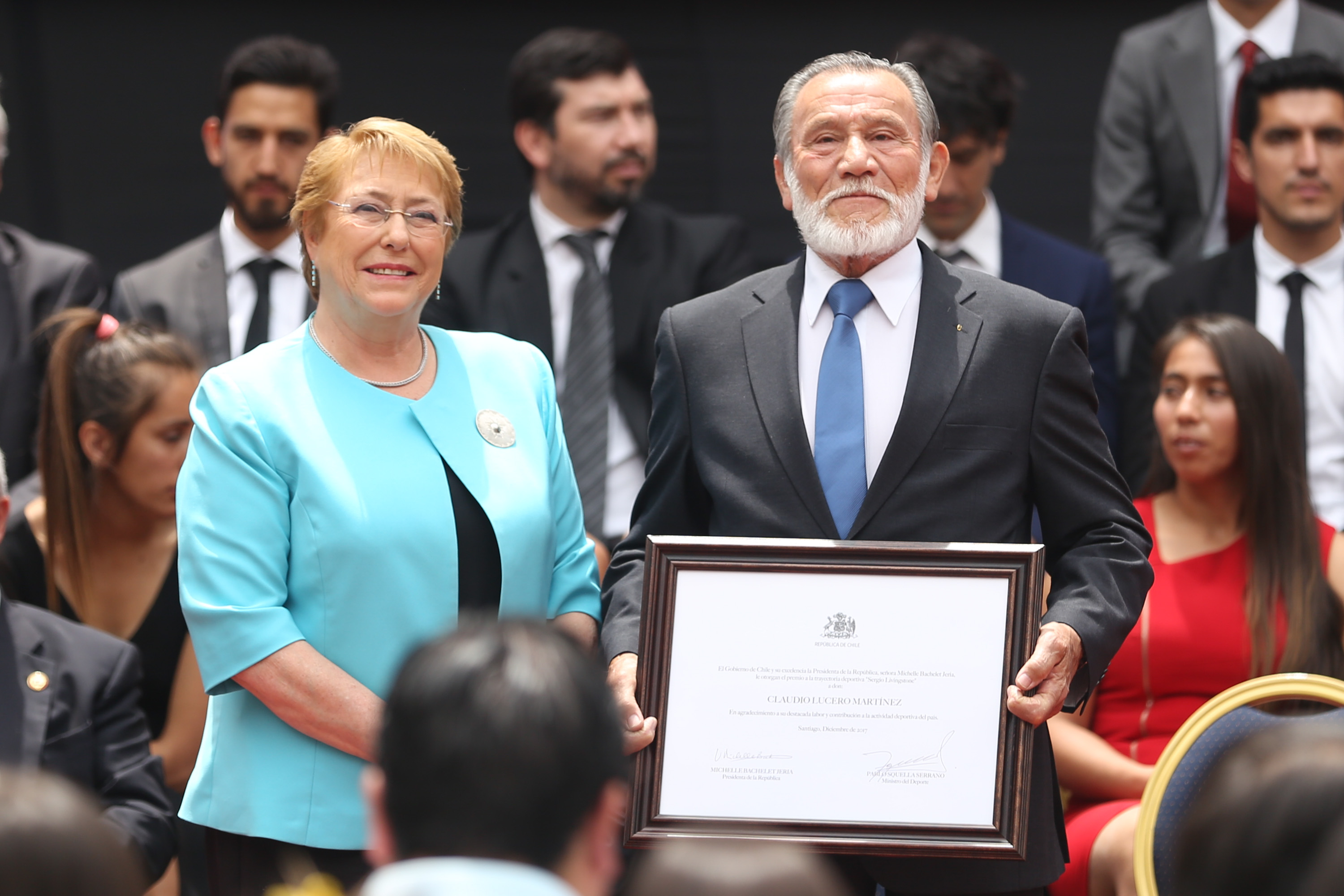
Lucero recibe el premio a la trayectoria deportiva de manos de la presidenta Michelle Bachelet (2017).

Al ser un personaje polémico, la prensa y los comentaristas deportivos se dividen entre alabanzas y fuertes críticas, aunque tanto seguidores como detractores coinciden en destacar su importante papel histórico como formador de montañistas chilenos.
Un asunto que ha causado cierta polémica en el montañismo chileno es que se haya puesto en duda que la expedición que encabezó Lucero en 1979 haya alcanzado realmente la cumbre del Gasherbrum II. Según relata esta versión, el famoso alpinista italiano Reinhold Messner, durante una visita que realizó a Chile y al ver las fotos de la ascensión de Lucero habría dicho «¡pero si esa no es la cumbre!». Lucero, por su parte, sostiene que se trata de envidias y rivalidades de las que el montañismo, como cualquier otra actividad humana no está libre y que a él tampoco le consta qué cimas ha alcanzado quién. Las opiniones se han dividido entre destacados montañistas que creen la versión de Lucero e, igualmente destacados, montañistas para quienes tras este asunto ha perdido credibilidad. 
Es conocido por su estilo directo al expresar opiniones, lo que para algunos es franqueza y para otros falta de respeto. En una entrevista de 2017 en el programa Mentiras Verdaderas (Canal La Red), Lucero (quien fue parte del equipo de rescate del accidente del Vuelo 571 de la Fuerza Aérea Uruguaya) cuestionó la actuación de los sobrevivientes: «¿Por qué esperaron 72 días…? Si hubieran salido antes, nadie los recuerda», y afirmó que su permanencia prolongada pudo obedecer a “una motivación oscura” relacionada con la fama. Sus declaraciones generaron debate, con críticos que defienden el heroísmo de los sobrevivientes y otros que consideran válida su duda como montañista crítico.